# Gewürzstrauchgewächse
Die Gewürzstrauchgewächse (Calycanthaceae) sind eine Pflanzenfamilie in der Ordnung der Lorbeerartigen (Laurales). Die etwa zehn Arten sind in China, Nordamerika und Queensland verbreitet.

## Beschreibung

### Vegetative Merkmale

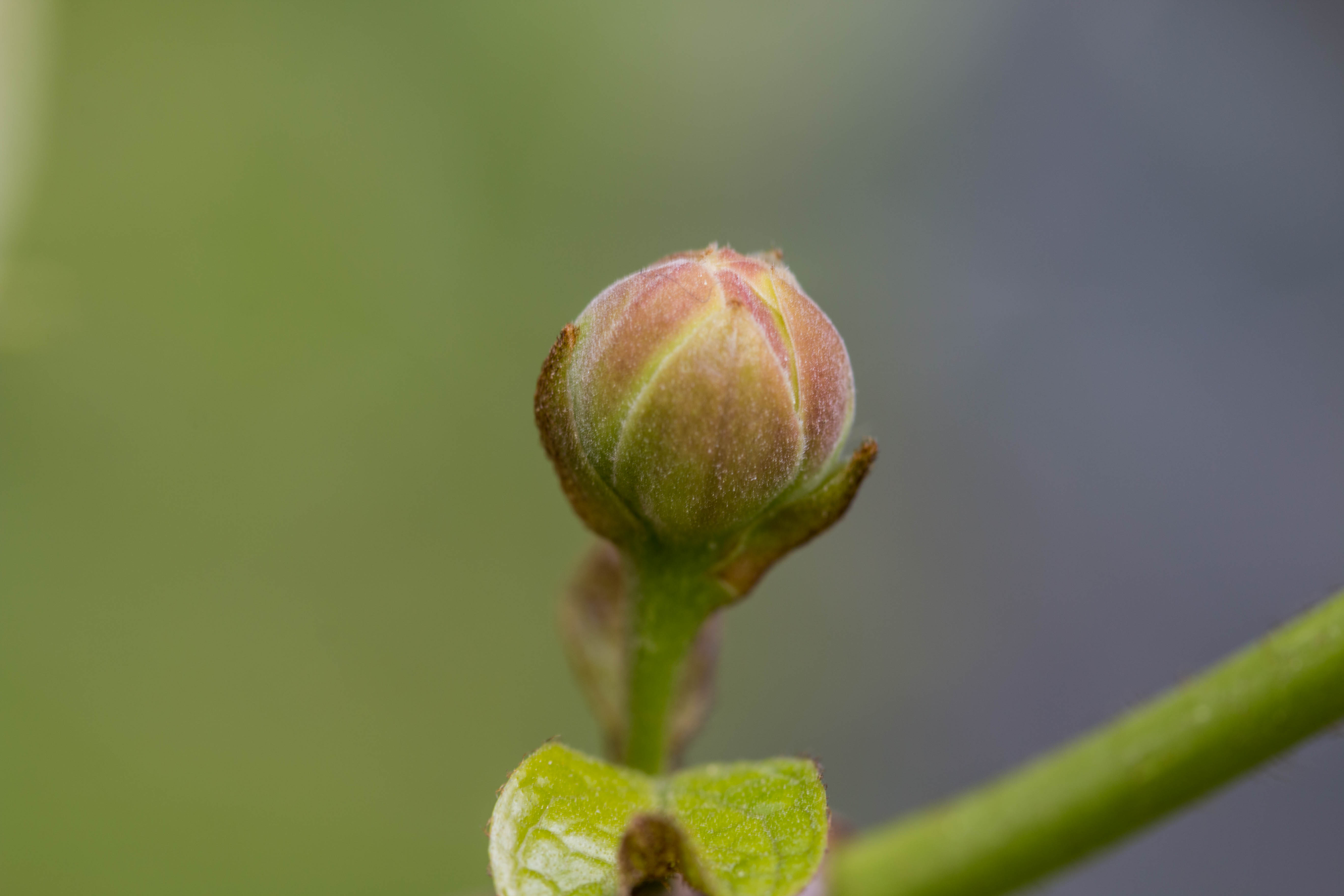
Knospe einer Calycanthus chinensis im Detail

Es sind immergrüne oder laubwerfende, verholzende Pflanzen: Kleine Bäume und Sträucher. Sie besitzen Siebröhrenplastiden vom S-Typ. Manche Arten bilden Rhizome aus. Sie enthalten ätherische Öle und duften dadurch aromatisch. Die gegenständigen Laubblätter sind gestielt, einfach und ledrig. Die Blattspreite ist fiedernervig und oft drüsig-punktiert. Der Blattrand ist fast immer glatt; selten bei schnellwachsenden Zweigen sind die Blattränder etwas gezähnt. Nebenblätter fehlen.

### Generative Merkmale

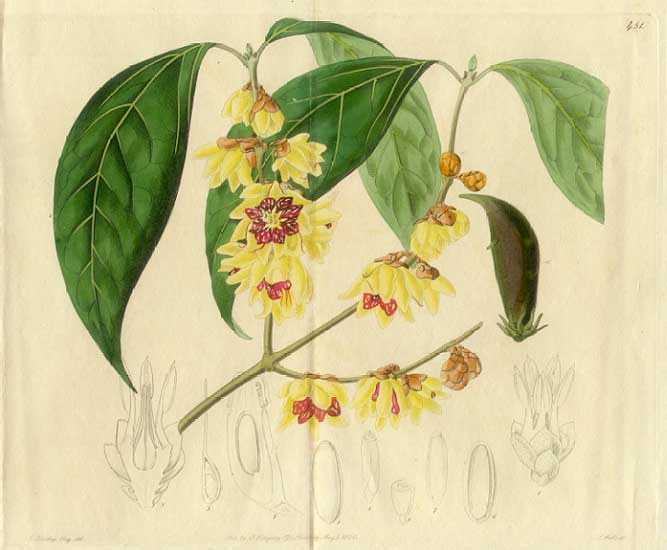
Illustration der Chinesischen Winterblüte (Chimonanthus praecox)

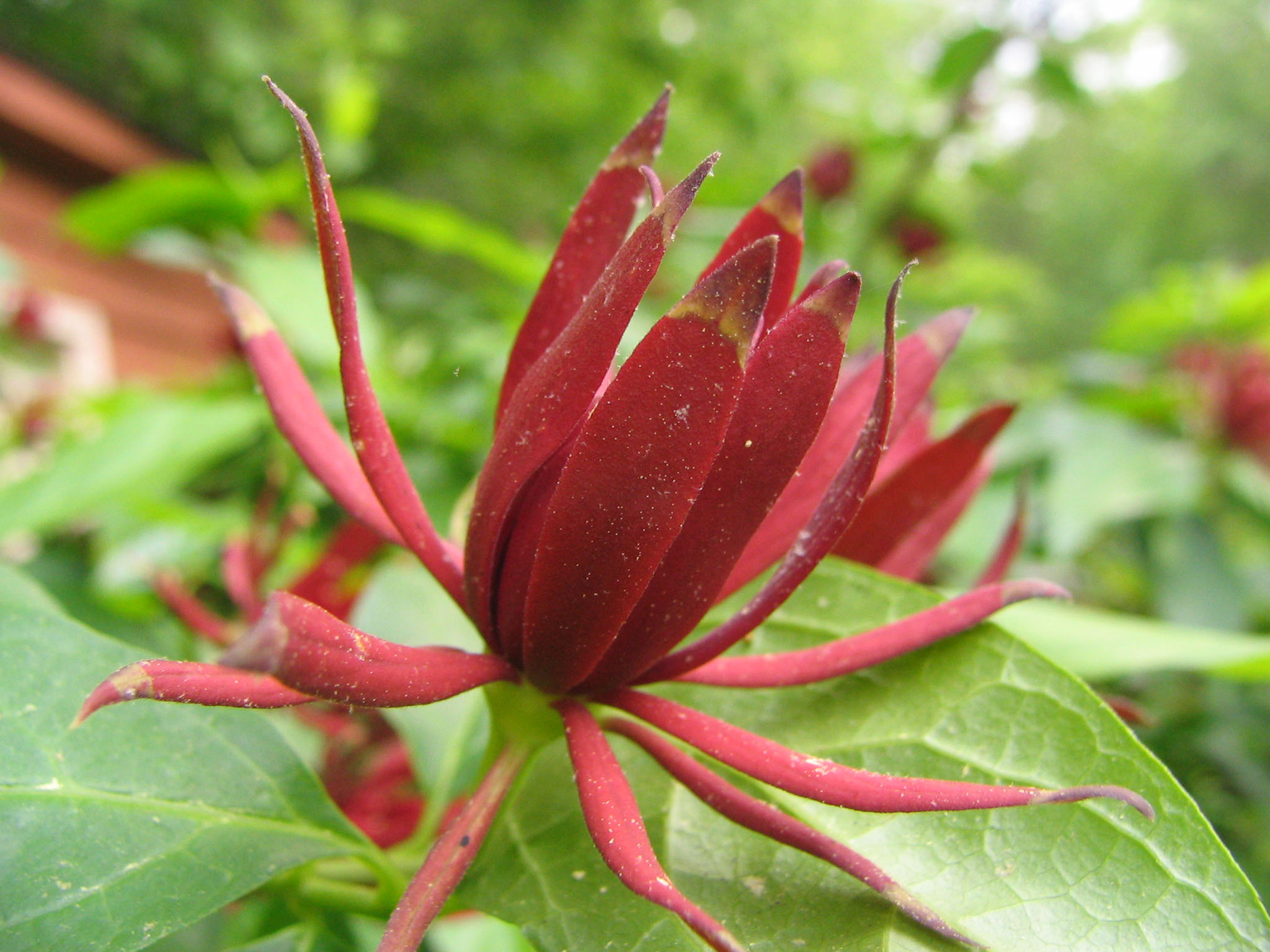
Schraubig aufgebaute Blüte mit vielen roten Blütenhüllblättern des Echten Gewürzstrauches (Calycanthus floridus)

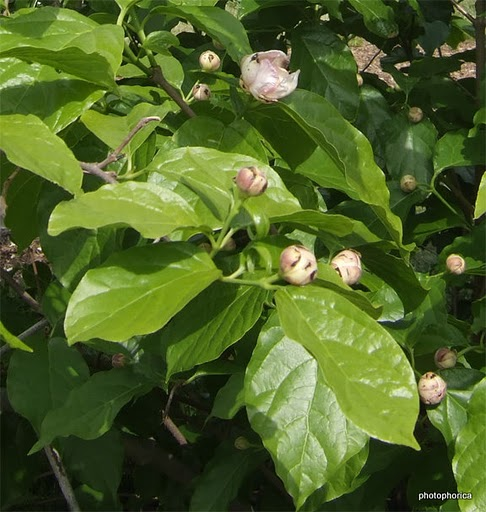
Calycanthus chinensis

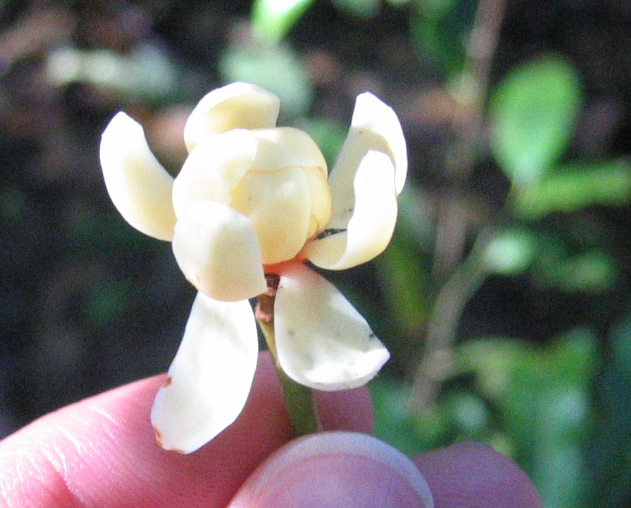
Idiospermum australiense

Die Blüten stehen einzeln an den Enden von beblätterten Kurztrieben. Die zwittrigen Blüten sind schraubig aufgebaut mit einer deutlich hohlen, also eingesengten Blütenachse, auch als Blütenbecher (Hypanthium) bezeichnet (daher der Name!). Das Hypanthium ist oft von Hochblättern umgeben. Jede Blüte enthält viele (15 bis 30), oft schön gefärbte, freie Blütenhüllblätter, sie verändern sich kontinuierlich von kelch- zu kronblattartig. Es sind viele (15 bis 55) Staubblätter, davon sind zehn bis 25 kronblattartige Staminodien, die zwischen den fünf bis 30 fertilen Staubblättern verteilt sind. Es sind fünf bis 45, bei Idiospermum meist eines bis selten drei, freie, oberständige Fruchtblätter vorhanden mit je zwei Samenanlagen; darin unterscheiden sie sich von den anderen Familien der Laurales. Die freien, schlanken Griffel enden jeweils in einer trockenen Narbe. Die Blüten haben damit relativ ursprüngliche Merkmale. Die Bestäubung erfolgt durch Insekten (hauptsächlich Käfer) (Entomophilie).
Die dunkel rötlich-braunen, zylindrischen, behaarten Früchte (manchmal Achänen genannt) sind vom vergrößerten, fleischigen Hypanthium umgeben (ein sogenanntes Pseudokarp); beide zusammen ergeben die Diasporen. Die Früchte sind oft zu Sammelfrüchten zusammengefasst. Die Samen sind giftig. Endosperm ist keines vorhanden.

## Verbreitung
Ihr Areal ist disjunkt. Außer dem australischen Idiospermum australiense kommen die Arten nur in der Holarktis vor: in Nordamerika und Ostasien, aber nicht in Europa. Fossilfunde, die zu den Calycanthaceae gerechnet werden, reichen bis in die frühe Kreidezeit zurück.

## Systematik
Die Familie Calycanthaceae wurde durch John Lindley aufgestellt. Die Typusgattung ist Calycanthus L. Der Name Calycanthus ist aus den griechischen Wörtern kályx für bedecken, Kelch und anthos für Blüte abgeleitet.
Die Calycanthaceae sind die Schwestergruppe zu allen anderen Familien der Ordnung Laurales. Nur noch ein Synonym von Calycanthaceae Lindl. ist die früher eigenständige Familie Idiospermaceae S.T.Blake mit der einzigen Art Idiospermum australiense.
Die Familie der Gewürzstrauchgewächse (Calycanthaceae) wird in zwei Unterfamilien gegliedert mit drei Gattungen und etwa zehn Arten:
- Unterfamilie Calycanthoideae: Sie enthält zwei oder drei Gattungen:
  - Gewürzsträucher (Calycanthus L. nom. cons., Syn.: Butneria Duhamel nom. rej., Basteria Mill., Beureria Ehret nom. rej., Pompadoura Buc'hoz ex DC. nom. inval., ×Sinocalycalycanthus F.T.Lass. & Fantz, Sinocalycanthus (W.C.Cheng & S.Y.Chang) W.C.Cheng & S.Y.Chang): Von den vier Arten kommt eine in China vor und zwei Arten sind im gemäßigten westlichen und südöstlichen Nordamerika verbreitet. (Sie werden als Zierpflanzen verwendet):
    - Calycanthus brockianus R.J.Ferry & R.J.Ferry f.: Sie kommt im nördlich-zentralen Georgia vor.[3]
    - Calycanthus chinensis (W.C.Cheng & S.Y.Chang) W.C.Cheng & S.Y.Chan ex P.T.Li (Syn.: Sinocalycanthus chinensis W.C.Cheng & S.Y.Chang): Morphologische und molekulare Daten zeigen, dass diese Art in Calycanthus hineingehört. Sie gedeiht unter Bäumen nur in der chinesischen Provinz in der Nähe von Fließgewässern in bergigen Gebieten in Höhenlagen von 600 bis 1000 Metern nur im nördlichen Teil der chinesischen Provinz Zhejiang (nur in Lin’an, Tiantai).[4]
    - Echter Gewürzstrauch (Calycanthus floridus L., Syn.: Calycanthus glaucus Willd., Calycanthus fertilis Walter, Calycanthus nanus Loisel., Calycanthus mohrii (Small) Small ex Pollard): Es ist ein sommergrüner Strauch, der als Zierpflanze verwendet wird, andere deutsche Trivialnamen: Karolina-Nelkenpfeffer, Blütenreicher Gewürzstrauch, Weinröschen. Die zwei Varietäten sind im gemäßigten, hauptsächlich im südöstlichen Nordamerika verbreitet.[1]
    - Kalifornischer Gewürzstrauch (Calycanthus occidentalis Hook. & Arn.): Er gedeiht in Höhenlagen 200 bis 1600 Metern im nördlichen sowie zentralen Kalifornien[3] und in Washington.[1]

  - Winterblüten (Chimonanthus Lindl., Syn.: Meratia Loisel.): Sie enthält vier bis sechs Arten in China:[4]
    - Chimonanthus campanulatus R.H.Chang & C.S.Ding: Sie gedeiht an Kalksteinbergen, an Ufern von Fließgewässern und entlang von Wegen in Höhenlagen 1000 bis 2900 Metern in den chinesischen Provinzen Guizhou (nur in Xingyi) sowie Yunnan (nur in Luquan).[4]
    - Chimonanthus grammatus M.C.Liu: Dieser Endemit gedeiht in Waldländern in Höhenlagen 200 bis 700 Metern nur in Anyuan in der chinesischen Provinz Jiangxi vor.[4]
    - Chimonanthus nitens Oliver (inkl.): Sie gedeiht in lichten Waldländern im Gebirge und bergigen Kalksteingebieten in Höhenlagen 200 bis 2500 Metern in den chinesischen Provinzen Anhui, Fujian, Guangxi, Guizhou, Hubei, Hunan, Jiangsu, Jiangxi, Shaanxi, Yunnan sowie Zhejiang.[4]
    - Chinesische Winterblüte (Chimonanthus praecox (L.) Link, Syn.: Calycanthus praecox L.,  Chimonanthus fragrans (Loisel.) Lindl., Chimonanthus parviflorus Raf., Chimonanthus grandiflorus (Lindl.) Steud., Chimonanthus luteus (G.Don) Biel., Chimonanthus verus Biel., Chimonanthus yunnanensis W.W.Sm.): Sie gedeiht in Bergwäldern in Höhenlagen 500 bis 1100 Metern in den chinesischen Provinzen Anhui, Fujian, Guizhou, Henan, Hubei, Hunan, Jiangsu, Jiangxi, Shaanxi, Shandong, Sichuan, Yunnan sowie Zhejiang.[4] Sie wird auch als Zierpflanze verwendet.
    - Chimonanthus salicifolius S.Y.Hu (Syn.: Chimonanthus nitens var. salicifolius (S.Y.Hu) H.D.Zhang, Chimonanthus praecox var. pilosus L.Q.Chen): Sie gedeiht in Bergwäldern in Höhenlagen 600 bis 800 Metern in den chinesischen Provinzen Anhui, Jiangxi sowie Zhejiang.[4]
    - Chimonanthus zhejiangensis M.C.Liu: Sie gedeiht in lichten Bergwäldern in Höhenlagen 200 bis 900 Metern in der chinesischen Provinz Zhejiang (in Fengyang Shan, Longquan).[4]
- Unterfamilie Idiospermoideae Thorne: Sie enthält nur eine monotypische Gattung:
  - Idiospermum S.T.Blake: Sie enthält nur eine Art:
    - Idiospermum australiense (Diels) S.T.Blake (Syn.: Calycanthus australiensis Diels): Sie kommt nur im nordöstlichen Teil des australischen Bundesstaates Queensland vor.[3]

## Nutzung und Inhaltsstoffe
Einige Arten werden als Zierpflanzen für Parks und Gärten verwendet, in Mitteleuropa sind nicht alle Arten winterhart.
Calycanthus-Arten enthalten ein dem Strychnin-ähnliches Alkaloid, Calycanthin ist giftig.
Die Rinde von Calycanthus floridus wird getrocknet verwendet als Gewürz, es ist ein Ersatz für Zimt. Dabei ist zu beachten, dass die Calycanthus-Arten giftig sind. Da die Blätter von Calycanthus floridus etwas Kampfer enthalten, werden sie zur Abwehr von Insekten, als Parfum und zur Desinfektion verwendet. Von Calycanthus occidentalis wird aus den Blüten ein Farbstoff gewonnen und es werden aus den Zweigen Körbe hergestellt. Die Blüten von Chimonanthus praecox werden gekocht, danach gewaschen und dann gegessen und aus ihnen wird Parfum hergestellt. Heilwirkungen von verschiedenen Arten wurden untersucht.

## Weitere Bilder
Chinesische Winterblüte (Chimonanthus praecox):

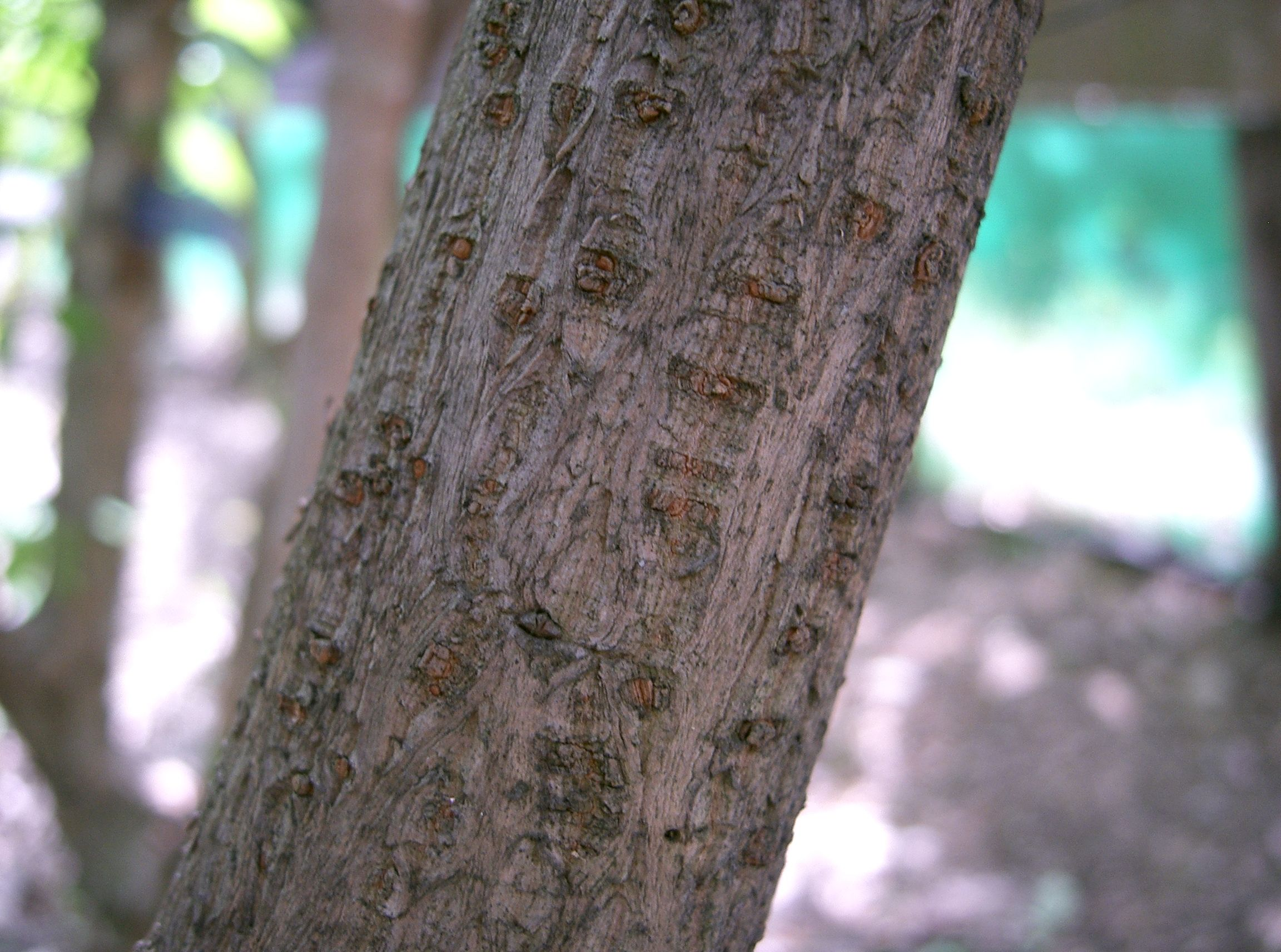
Rinde
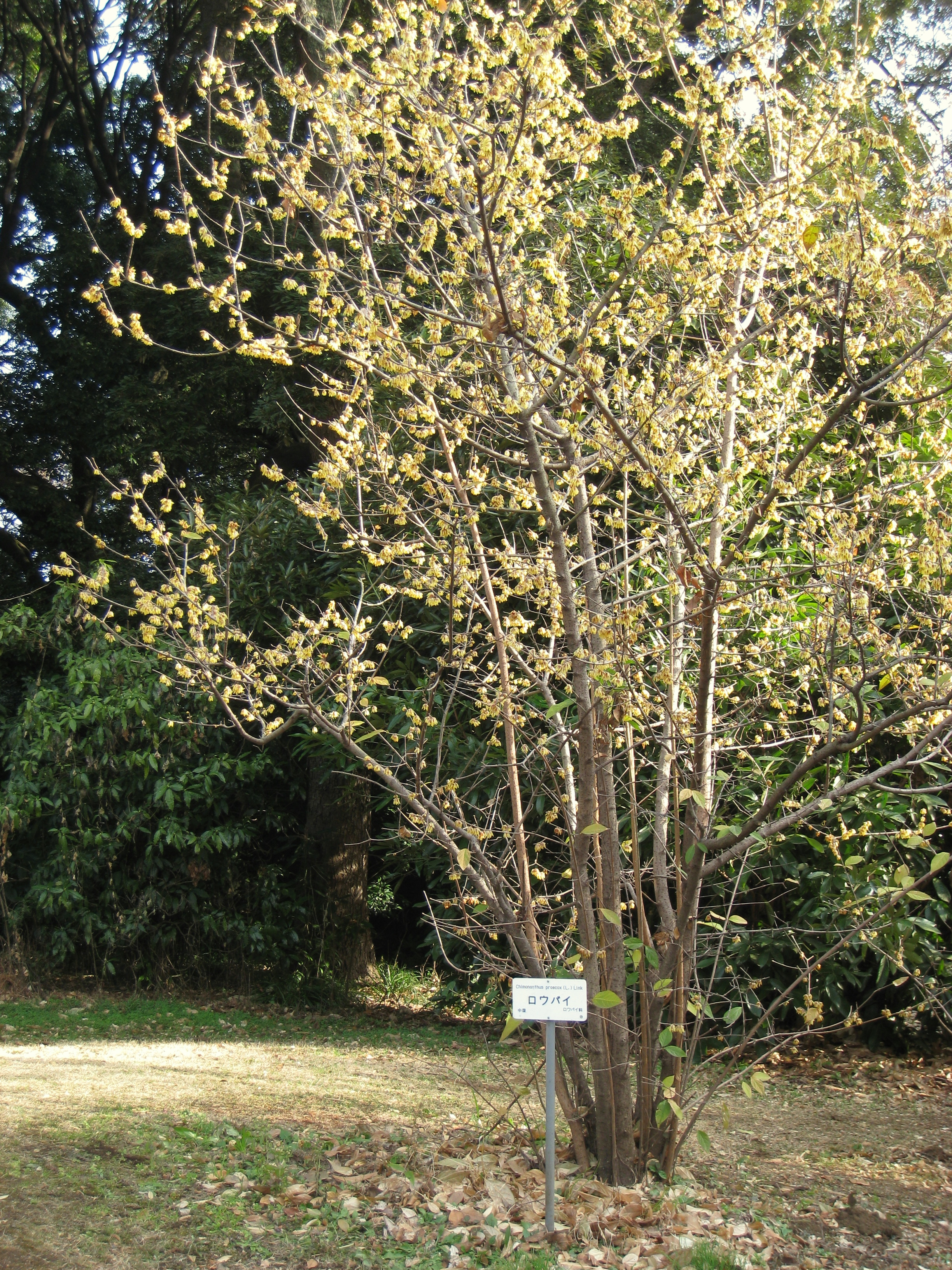
Habitus mit Blüten
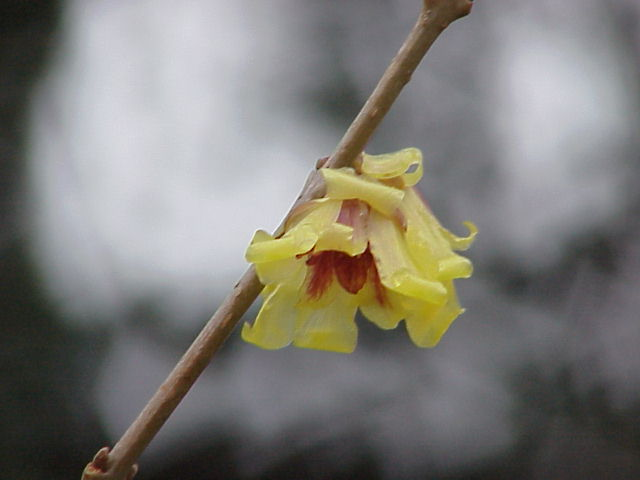
Blüten
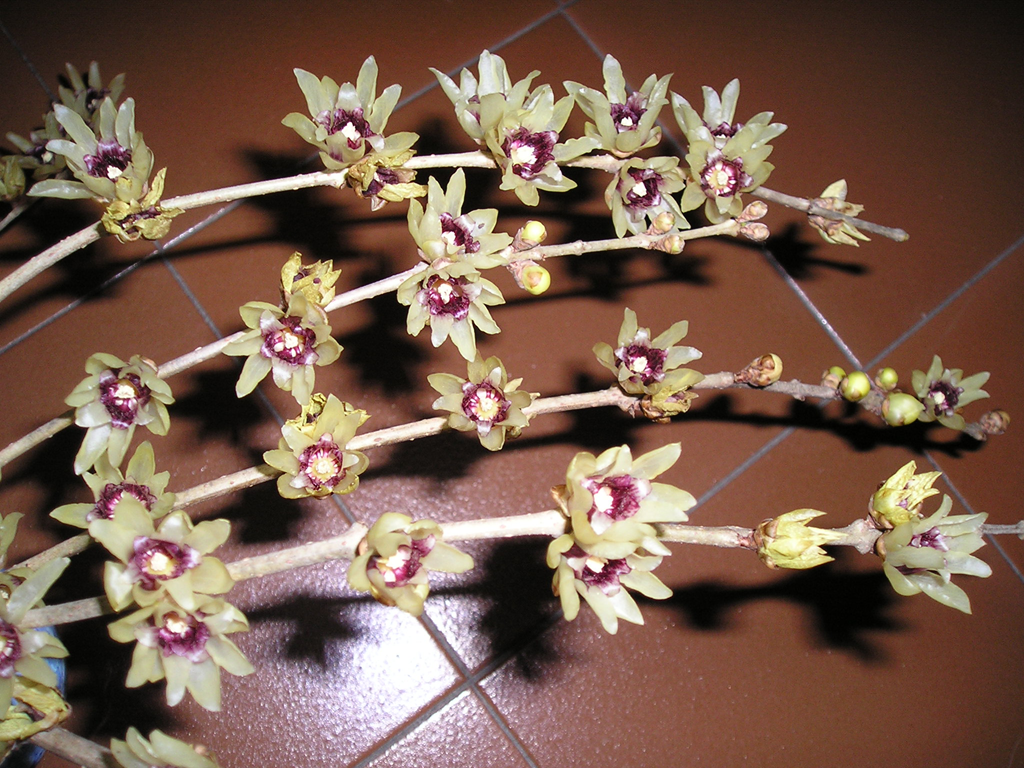
Zweige mit Blüten von unten
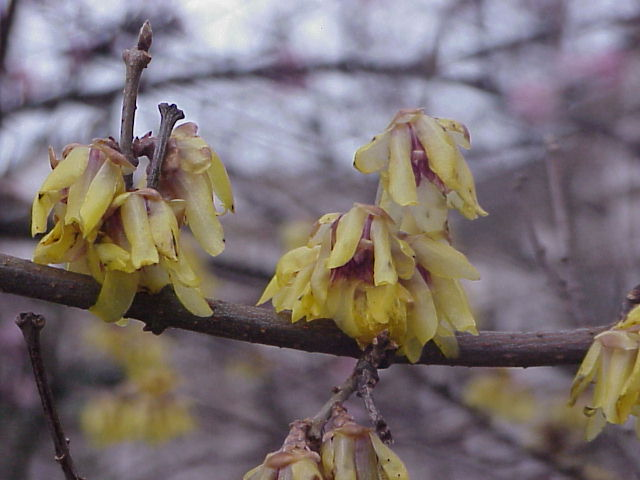
Zweig mit Blüten in ihrer natürlichen Stellung an Kurztrieben
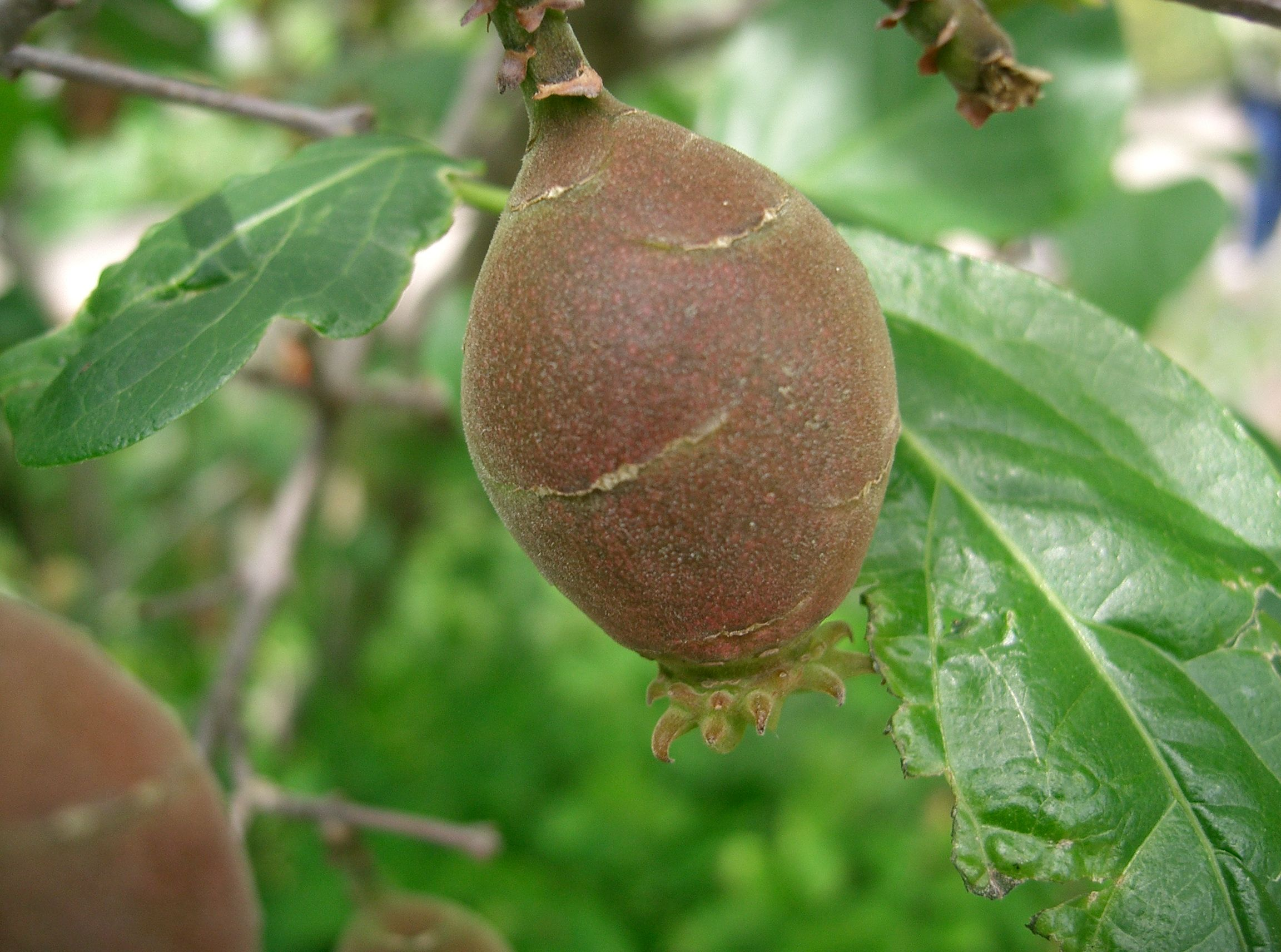
Diaspore bestehend aus Frucht und Blütenteilen